# Sergio Campolo
Sergio Quinto Campolo (Reggio Calabria, 4 marzo 1972) è un allenatore di calcio ed ex calciatore italiano, di ruolo centrocampista.

## Carriera

### Giocatore
Centrocampista centrale cresciuto nella squadra della sua città, la Reggina, ha debuttato in Serie B il 19 maggio 1991, disputando tutti i 90 minuti in Reggina-Barletta (2-0).
Nei primi due anni di carriera in amaranto è impegnato sia con la prima squadra sia con la Primavera, formazione con la quale arriva a disputare la finale scudetto nella doppia sfida contro il Torino di Christian Vieri (andata: Torino-Reggina 0-0; ritorno 2-3).
Nel 1993 si è trasferito alla Fiorentina, neoretrocessa in Serie B, nell'ambito dell'operazione che ha portato al trasferimento nel club viola anche dei compagni di squadra Fabio Di Sole e Giovanni Tedesco. Con il club viola ha disputato una stagione in Serie B ed una in Serie A, per un totale di 20 presenze in due stagioni.
Nel 1995 si è trasferito alla Pistoiese. Dopo il biennio nella società arancione, nell'estate 1997 è passato al Giulianova, per poi trasferirsi all'Ancona nel gennaio 1998.
Nell'estate 1998 è passato al Perugia. Con il club biancorosso ha disputato due stagioni in Serie A, per un totale di 23 presenze. Durante la sua esperienza umbra è stato squalificato per due mesi dopo essere trovato positivo alla cannabis durante un controllo antidoping di routine.
Nell'estate 2000 si è trasferito al Catania, in Serie C1, rimanendovi per sei mesi. Nel marzo 2001 è passato al Messina. Con il club peloritano ha disputato una stagione di Serie C1 e tre stagioni di Serie B, ottenendo un totale di 81 presenze e 4 reti. Nel 2004 è passato al Catanzaro, con cui ha concluso la propria carriera da calciatore nel 2005.

### Allenatore
Il 4 novembre 2008 è diventato tecnico dell'Omega Bagaladi, club del comune di San Lorenzo militante in Eccellenza Calabria. Ha mantenuto l'incarico fino al termine della stagione. Il 17 febbraio 2010 è diventato tecnico dell'Igea Virtus, squadra militante in Lega Pro Seconda Divisione. Al termine della stagione il club è retrocesso in Serie D. Nel gennaio 2011 è diventato tecnico dell'ACR Messina, club militante in Serie D. Il 29 marzo 2011 è stato esonerato. Il 18 giugno 2015 viene annunciato come nuovo tecnico del Bocale, club della Promozione calabrese, ma il successivo 12 luglio si dimette dall'incarico per motivi familiari. Nella stagione 2015-2016 è stato osservatore per l'area giovanile della Reggina. Il 27 agosto 2020 viene ufficializzato come nuovo tecnico della formazione Berretti della Vibonese.

## Statistiche

### Presenze e reti nei club
| Stagione          | Squadra           | Campionato        | Campionato | Campionato | Coppe nazionali | Coppe nazionali | Coppe nazionali | Coppe continentali | Coppe continentali | Coppe continentali | Altre coppe | Altre coppe | Altre coppe | Totale | Totale | Totale |
| Stagione          | Squadra           | Comp              | Pres       | Reti       | Comp            | Pres            | Reti            | Comp               | Pres               | Reti               | Comp        | Pres        | Reti        | Pres   | Reti   |        |
| ----------------- | ----------------- | ----------------- | ---------- | ---------- | --------------- | --------------- | --------------- | ------------------ | ------------------ | ------------------ | ----------- | ----------- | ----------- | ------ | ------ | ------ |
| 1990-1991         | Reggina           | B                 | 5          | 0          | CI              | 0               | 0               | -                  | -                  | -                  | -           | -           | -           | 5      | 0      |        |
| 1991-1992         | Reggina           | C1                | 4          | 0          | CI+CISC         | 2+?             | 0+?             | -                  | -                  | -                  | -           | -           | -           | 6+     | 0+     |        |
| 1992-1993         | Reggina           | C1                | 23         | 0          | CISC            | ?               | ?               | -                  | -                  | -                  | -           | -           | -           | 23+    | 0+     |        |
| Totale Reggina    | Totale Reggina    | Totale Reggina    | 32         | 0          |                 | 2+              | 0+              |                    | -                  | -                  |             | -           | -           | 34+    | 0+     |        |
| 1993-1994         | Fiorentina        | B                 | 14         | 0          | CI              | 3               | 0               | -                  | -                  | -                  | -           | -           | -           | 17     | 0      |        |
| 1994-1995         | Fiorentina        | A                 | 6          | 0          | CI              | 3               | 1               | -                  | -                  | -                  | -           | -           | -           | 9      | 1      |        |
| Totale Fiorentina | Totale Fiorentina | Totale Fiorentina | 20         | 0          |                 | 6               | 1               |                    | -                  | -                  |             | -           | -           | 26     | 1      |        |
| 1995-1996         | Pistoiese         | B                 | 19         | 0          | CI              | 1               | 0               | -                  | -                  | -                  | -           | -           | -           | 20     | 0      |        |
| 1996-1997         | Pistoiese         | C1                | 29+2       | 2+0        | CI+CISC         | 0+?             | 0+?             | -                  | -                  | -                  | -           | -           | -           | 31+    | 2+     |        |
| Totale Pistoiese  | Totale Pistoiese  | Totale Pistoiese  | 50         | 2          |                 | 1+              | 0+              |                    | -                  | -                  |             | -           | -           | 51+    | 2+     |        |
| 1997-gen. 1998    | Giulianova        | C1                | 16         | 0          | CISC            | ?               | ?               | -                  | -                  | -                  | -           | -           | -           | 16+    | 0+     |        |
| gen.-giu. 1998    | Ancona            | B                 | 12         | 0          | CI              | 0               | 0               | -                  | -                  | -                  | -           | -           | -           | 12     | 0      |        |
| 1998-1999         | Perugia           | A                 | 16         | 0          | CI              | 2               | 0               | -                  | -                  | -                  | -           | -           | -           | 18     | 0      |        |
| 1999-2000         | Perugia           | A                 | 9          | 0          | CI              | 2               | 0               | Intertoto          | 3                  | 0                  | -           | -           | -           | 14     | 0      |        |
| Totale Perugia    | Totale Perugia    | Totale Perugia    | 25         | 0          |                 | 4               | 0               |                    | 3                  | 0                  |             | -           | -           | 32     | 0      |        |
| 2000-feb. 2001    | Catania           | C1                | 7          | 0          | CISC            | ?               | ?               | -                  | -                  | -                  | -           | -           | -           | 7+     | 0+     |        |
| mar.-giu. 2001    | Messina           | C1                | 4+3        | 0+0        | CISC            | 0               | 0               | -                  | -                  | -                  | -           | -           | -           | 7+     | 0+     |        |
| 2001-2002         | Messina           | B                 | 33         | 0          | CI              | 2               | 0               | -                  | -                  | -                  | -           | -           | -           | 35     | 0      |        |
| 2002-2003         | Messina           | B                 | 29         | 3          | CI              | 2               | 0               | -                  | -                  | -                  | -           | -           | -           | 31     | 3      |        |
| 2003-2004         | Messina           | B                 | 12         | 1          | CI              | 1               | 0               | -                  | -                  | -                  | -           | -           | -           | 13     | 1      |        |
| Totale Messina    | Totale Messina    | Totale Messina    | 81         | 4          |                 | 5+              | 0+              |                    | -                  | -                  |             | -           | -           | 86+    | 4+     |        |
| 2004-2005         | Catanzaro         | B                 | 5          | 0          | CI              | 2               | 0               | -                  | -                  | -                  | -           | -           | -           | 7      | 0      |        |
| Totale carriera   | Totale carriera   | Totale carriera   | 248        | 6          |                 | 20+             | 1+              |                    | 3                  | 0                  |             | -           | -           | 271+   | 7+     |        |

## Palmarès

### Giocatore
- Campionato italiano di Serie B: 1

Fiorentina: 1993-1994